# Tess van Bentem
Tess van Bentem (Marknesse, 3 maart 2003) is een Nederlands voetbalster die uitkomt voor Feyenoord in de Eredivisie.

## Clubcarrière
In 2019 maakte ze de overstap van haar jeugdclub Flevo Boys naar Eredivisionist PEC Zwolle. Na haar eerste seizoen bij de beloften kreeg ze in haar tweede seizoen haar kans bij de hoofdmacht. Op 6 september 2020 maakte ze haar debuut in de Eredivisie in de thuiswedstrijd tegen ADO Den Haag. Na 72 minuten kwam ze in het veld voor mededebutant Danique Noordman. De wedstrijd werd met 1–0 gewonnen. Na drie seizoenen verruilde ze de Zwollenaren voor competitiegenoot Feyenoord. In mei 2025 verlengde Van Bentem haar contract in Rotterdam-Zuid tot medio 2027.

### Carrièrestatistieken
| Seizoen                     | Club            | Land            | Competitie      | Competitie | Competitie | Beker | Beker | Internationaal | Internationaal | Overig | Overig | Totaal | Totaal |
| Seizoen                     | Club            | Land            | Competitie      | Wed.       | Dlp.       | Wed.  | Dlp.  | Wed.           | Dlp.           | Wed.   | Dlp.   | Wed.   | Dlp.   |
| --------------------------- | --------------- | --------------- | --------------- | ---------- | ---------- | ----- | ----- | -------------- | -------------- | ------ | ------ | ------ | ------ |
| 2020/21                     | PEC Zwolle      | Nederland       | Eredivisie      | 12         | 1          | 1     | 0     | –              | –              | 4      | 0      | 17     | 1      |
| 2021/22                     | PEC Zwolle      | Nederland       | Eredivisie      | 16         | 1          | 1     | 0     | –              | –              | –      | –      | 17     | 1      |
| 2022/23                     | PEC Zwolle      | Nederland       | Eredivisie      | 19         | 0          | 1     | 0     | –              | –              | 0      | 0      | 20     | 0      |
| 2023/24                     | Feyenoord       | Nederland       | Eredivisie      | 20         | 0          | 2     | 0     | –              | –              | 0      | 0      | 22     | 0      |
| 2024/25                     | Feyenoord       | Nederland       | Eredivisie      | 21         | 0          | 2     | 0     | –              | –              | 0      | 0      | 23     | 0      |
| Carrière totaal             | Carrière totaal | Carrière totaal | Carrière totaal | 88         | 2          | 7     | 0     | 0              | 0              | 4      | 0      | 99     | 2      |
| Bijgewerkt t/m 23 mei 2025. |                 |                 |                 |            |            |       |       |                |                |        |        |        |        |

## Interlandcarrière

### Nederland onder 20
Op 22 juni 2022 debuteerde Van Bentem bij het Nederland –20 in een vriendschappelijke wedstrijd tegen Mexico –20 (0–1).
| Interlands van Tess van Bentem | Interlands van Tess van Bentem | Interlands van Tess van Bentem | Interlands van Tess van Bentem | Interlands van Tess van Bentem | Interlands van Tess van Bentem |
| №                              | Datum                          | Wedstrijd                      | Uitslag                        | Soort wedstrijd                | Doelpunten                     |
| Als speelster bij PEC Zwolle   | Als speelster bij PEC Zwolle   | Als speelster bij PEC Zwolle   | Als speelster bij PEC Zwolle   | Als speelster bij PEC Zwolle   | Als speelster bij PEC Zwolle   |
| ------------------------------ | ------------------------------ | ------------------------------ | ------------------------------ | ------------------------------ | ------------------------------ |
| 1.                             | 22 juni 2022                   | Mexico – Nederland             | 1 – 0                          | Vriendschappelijk              | 0                              |
| 2.                             | 26 juni 2022                   | Frankrijk – Nederland          | 1 – 0                          | Vriendschappelijk              | 0                              |
| 3.                             | 29 juli 2022                   | Duitsland – Nederland          | 1 – 0                          | Vriendschappelijk              | 0                              |
| 4.                             | 15 augustus 2022               | Verenigde Staten – Nederland   | 0 – 3                          | WK 2022 –20                    | 0                              |
| 5.                             | 18 augustus 2022               | Nederland – Ghana              | 4 – 1                          | WK 2022 –20                    | 0                              |
| 6.                             | 22 augustus 2022               | Nigeria – Nederland            | 0 – 2                          | WK 2022 –20                    | 0                              |
| 7.                             | 29 augustus 2022               | Nederland – Brazilië           | 1 – 4                          | WK 2022 –20                    | 0                              |

### Nederland onder 19
Op 18 september 2021 debuteerde Van Bentem bij het Nederland –19 in een vriendschappelijke wedstrijd tegen Mexico –20 (7–0).
| Interlands van Tess van Bentem | Interlands van Tess van Bentem | Interlands van Tess van Bentem | Interlands van Tess van Bentem | Interlands van Tess van Bentem | Interlands van Tess van Bentem |
| №                              | Datum                          | Wedstrijd                      | Uitslag                        | Soort wedstrijd                | Doelpunten                     |
| Als speelster bij PEC Zwolle   | Als speelster bij PEC Zwolle   | Als speelster bij PEC Zwolle   | Als speelster bij PEC Zwolle   | Als speelster bij PEC Zwolle   | Als speelster bij PEC Zwolle   |
| ------------------------------ | ------------------------------ | ------------------------------ | ------------------------------ | ------------------------------ | ------------------------------ |
| 1.                             | 18 september 2021              | Nederland – Mexico             | 7 – 0                          | Vriendschappelijk              | 0                              |
| 2.                             | 21 september 2021              | Nederland – Mexico             | 1 – 2                          | Vriendschappelijk              | 0                              |
| 3.                             | 23 oktober 2021                | Nederland – Oostenrijk         | 0 – 1                          | Kwalificatie EK –19 2022       | 0                              |

### Nederland onder 18
Op 25 januari 2020 debuteerde Van Bentem bij het Nederland –18 in een vriendschappelijke wedstrijd tegen Noorwegen –18 (5–1).
| Interlands van Tess van Bentem | Interlands van Tess van Bentem | Interlands van Tess van Bentem | Interlands van Tess van Bentem | Interlands van Tess van Bentem | Interlands van Tess van Bentem |
| №                              | Datum                          | Wedstrijd                      | Uitslag                        | Soort wedstrijd                | Doelpunten                     |
| Als speelster bij PEC Zwolle   | Als speelster bij PEC Zwolle   | Als speelster bij PEC Zwolle   | Als speelster bij PEC Zwolle   | Als speelster bij PEC Zwolle   | Als speelster bij PEC Zwolle   |
| ------------------------------ | ------------------------------ | ------------------------------ | ------------------------------ | ------------------------------ | ------------------------------ |
| 1.                             | 25 januari 2020                | Nederland – Noorwegen          | 5 – 1                          | Vriendschappelijk              | 0                              |
| 2.                             | 28 januari 2020                | China – Nederland              | 0 – 2                          | Vriendschappelijk              | 0                              |
| 3.                             | 1 februari 2020                | Nederland – Verenigde Staten   | 2 – 1                          | Vriendschappelijk              | 0                              |

### Nederland onder 17
Op 22 oktober 2019 debuteerde Van Bentem bij het Nederland –17 in een kwalificatie wedstrijd tegen Letland –17 (6–0).
| Interlands van Tess van Bentem | Interlands van Tess van Bentem | Interlands van Tess van Bentem | Interlands van Tess van Bentem | Interlands van Tess van Bentem | Interlands van Tess van Bentem |
| №                              | Datum                          | Wedstrijd                      | Uitslag                        | Soort wedstrijd                | Doelpunten                     |
| Als speelster bij PEC Zwolle   | Als speelster bij PEC Zwolle   | Als speelster bij PEC Zwolle   | Als speelster bij PEC Zwolle   | Als speelster bij PEC Zwolle   | Als speelster bij PEC Zwolle   |
| ------------------------------ | ------------------------------ | ------------------------------ | ------------------------------ | ------------------------------ | ------------------------------ |
| 1.                             | 22 oktober 2019                | Nederland – Letland            | 6 – 0                          | Kwalificatie EK –17 2020       | 0                              |
| 2.                             | 25 oktober 2019                | Nederland – Israël             | 2 – 0                          | Kwalificatie EK –17 2020       | 0                              |
| 3.                             | 28 oktober 2019                | Portugal – Nederland           | 1 – 1                          | Kwalificatie EK –17 2020       | 0                              |
| 4.                             | 4 december 2019                | Nederland – Denemarken         | 2 – 1                          | Vriendschappelijk              | 0                              |
| 5.                             | 6 december 2019                | Nederland – Denemarken         | 2 – 1                          | Vriendschappelijk              | 0                              |
| 6.                             | 26 februari 2020               | België – Nederland             | 1 – 4                          | Vriendschappelijk              | 0                              |

### Nederland onder 16
Op 5 december 2018 debuteerde Van Bentem bij het Nederland –16 in een vriendschappelijke wedstrijd tegen Engeland –16 (0–0).
| Interlands van Tess van Bentem | Interlands van Tess van Bentem | Interlands van Tess van Bentem | Interlands van Tess van Bentem | Interlands van Tess van Bentem | Interlands van Tess van Bentem |
| №                              | Datum                          | Wedstrijd                      | Uitslag                        | Soort wedstrijd                | Doelpunten                     |
| Als speelster bij Flevo Boys   | Als speelster bij Flevo Boys   | Als speelster bij Flevo Boys   | Als speelster bij Flevo Boys   | Als speelster bij Flevo Boys   | Als speelster bij Flevo Boys   |
| ------------------------------ | ------------------------------ | ------------------------------ | ------------------------------ | ------------------------------ | ------------------------------ |
| 1.                             | 5 december 2018                | Nederland – Engeland           | 0 – 0                          | Vriendschappelijk              | 0                              |
| 2.                             | 7 december 2018                | Nederland – Engeland           | 4 – 2                          | Vriendschappelijk              | 1                              |
| 3.                             | 14 februari 2019               | Nederland – Schotland          | 1 – 1                          | Vriendschappelijk              | 0                              |
| 4.                             | 18 februari 2019               | Nederland – Portugal           | 1 – 3                          | Vriendschappelijk              | 0                              |
| Als speelster bij PEC Zwolle   |                                |                                |                                |                                |                                |
| 5.                             | 4 juli 2019                    | Nederland – Engeland           | 0 – 2                          | Vriendschappelijk              | 0                              |
| 6.                             | 8 juli 2019                    | Noorwegen – Nederland          | 3 – 3                          | Vriendschappelijk              | 0                              |

### Nederland onder 15
Op 18 april 2018 debuteerde Van Bentem bij het Nederland –15 in een vriendschappelijke wedstrijd tegen Duitsland –15 (0–3).
| Interlands van Tess van Bentem | Interlands van Tess van Bentem | Interlands van Tess van Bentem | Interlands van Tess van Bentem | Interlands van Tess van Bentem | Interlands van Tess van Bentem |
| №                              | Datum                          | Wedstrijd                      | Uitslag                        | Soort wedstrijd                | Doelpunten                     |
| Als speelster bij Flevo Boys   | Als speelster bij Flevo Boys   | Als speelster bij Flevo Boys   | Als speelster bij Flevo Boys   | Als speelster bij Flevo Boys   | Als speelster bij Flevo Boys   |
| ------------------------------ | ------------------------------ | ------------------------------ | ------------------------------ | ------------------------------ | ------------------------------ |
| 1.                             | 18 april 2018                  | Nederland – Duitsland          | 0 – 3                          | Vriendschappelijk              | 0                              |
| 2.                             | 10 juni 2018                   | Nederland – Verenigde Staten   | 1 – 2                          | Vriendschappelijk              | 0                              |
| 3.                             | 12 juni 2018                   | Nederland – Verenigde Staten   | 2 – 2                          | Vriendschappelijk              | 0                              |